# Jean Perréal
Jean Perréal (* ca. 1460 in Lyon; † 1530 in Melun; auch Johannes Parisiensus oder Jean de Paris) war ein französischer Renaissance-Künstler, Maler und Architekt.

## Leben

Margarete von Österreich gemalt von Jean Perréal um 1510

Jean Perréal war der wohl bestbezahlte und einer der meistgeschätzten Künstler seiner Zeit.
 Selbst Leonardo da Vinci vermerkte, Perréal nach seiner Kunst der farbigen Kreidezeichnung zu befragen. Jean Perréal und Leonardo da Vinci wurden später miteinander bekannt. Perréal pflegte auch Bekanntschaft mit Heinrich Cornelius Agrippa von Nettesheim und dem später berühmten Arzt Symphorien Champier.
Perréal wurde zwischen 1485 und 1529 fast Jahr für Jahr erwähnt. Er hielt sich entweder in seiner Heimatstadt Lyon auf oder begleitete als Hofmaler unter den drei Königen Karl VIII., Ludwig XII. und Franz I. die französische Königsfamilie auf Reisen. Der Ruhm, den er seinerzeit hatte, begründete sich zum großen Teil auf seiner künstlerischen Organisation von Einzugsfesten hochgestellter Persönlichkeiten durch Lyon. Solche Feste fielen besonders prachtvoll aus, und ihre Bauten (Triumphbögen aus Pappmaché, Straßendekorationen, Festinszenierungen usw.) erlangten weitaus länger anhaltenden Ruhm. Dabei soll Perréal dafür berühmt gewesen sein, komplizierte abstrakte politische und sonstige ideologische Inhalte durch Allegorien veranschaulicht zu haben, wie auch aus einigen ihm zugeschriebenen Handschriftsminiaturen hervorgeht.
Jean Perréal leitete die Organisation der Einzüge von Karl II. von Bourbon und dem Kardinal von Lyon im Jahr 1485, von Frankreichs König Karl VIII. im Jahr 1490 und von Königin Anne de Bretagne im Jahr 1494, ferner von König Ludwig XII. im Jahr 1499 und von Kardinal Franz von Rohan im Jahr 1506. Auch organisierte er das außerordentlich prächtige Fest im Jahr 1515 von König Franz I. und dem Herzog Francesco Maria I. della Rovere im Jahr 1518. Auch die Totenfeiern von Anne de Bretagne 1514 und von König Ludwig XII. 1515 wurden von Perréal geleitet.
1514 wurde er beauftragt, nach London zu reisen, um die Ausstattung der zukünftigen Königin Maria von England, der Gemahlin Ludwigs XII., herzurichten. Im Jahr 1494 war Perréal auch technischer Gutachter der Stadt Lyon, seit 1509 trug er den Titel des »controleur«, in diesem Jahr inspizierte er auch die Gerüste der zusammengebrochenen Pfeiler der Brücke über die Rhone in Lyon.